# مارک کر
مارک کر (انگلیسی: Mark Crear؛ زادهٔ october ۲, ۱۹۶۸ (۵۶ سال)) ورزشکار دو و میدانی اهل ایالات متحده آمریکا است.
وی در مسابقات کشوری و بین‌المللی در مجموع برندهٔ ۱ مدال نقره، ۱ مدال برنز شده‌است.